# Märjamaa (obec)
Obec Märjamaa (estonsky Märjamaa vald) je samosprávná obec v estonském kraji Raplamaa. Ve své současné podobě vznikla v roce 2002 sloučením dosavadní obce Märjamaa se samosprávným městysem Märjamaa a s obcí Loodna. V roce 2017 se rozšířila o rušenou samosprávnou obec Vigala. 

## Poloha
Obec se rozkládá na 1163,5 km² na přechodu mezi Severoestonskou plošinou a Západoestonskou nížinou, přibližně uprostřed linie Tallinn-Pärnu, ve vzdálenosti cca 60 km od obou těchto měst. Na východě sousedí s obcemi Rapla a Kehtna, na severu s obcí Saue, na západě s obcí Lääne-Nigula, na jihu s obcemi Lääneranna a Põhja-Pärnumaa.

## Osídlení
V obci žije přibližně sedm a půl tisíce obyvatel, z toho přibližně 40 % v samotném městysu Märjamaa a 60 % v celkem 112 vesnicích: Alaküla, Altküla, Araste, Aravere, Aruküla, Avaste, Haimre, Hiietse, Inda, Jaaniveski, Jõeääre, Jädivere, Kaguvere, Kangru, Kasti, Kausi, Keskküla, Kesu, Kiilaspere, Kilgi, Kirna, Kivi-Vigala, Kohatu, Kohtru, Kojastu, Koluta, Konnapere, Konuvere, Kunsu, Kurevere, Kõrtsuotsa, Kõrvetaguse, Käbiküla, Käriselja, Laukna, Leevre, Leibre, Lestima, Lokuta, Loodna, Luiste, Läti, Lümandu, Maidla, Manni, Metsaääre, Metsküla, Moka, Mõisamaa, Mõraste, Mäliste, Männiku, Naistevalla, Napanurga, Naravere, Nurme, Nurtu-Nõlva, Nõmmeotsa, Nääri, Oese, Ohukotsu, Ojapere, Ojaäärse, Orgita, Paaduotsa, Paeküla, Paisumaa, Pajaka, Palase, Paljasmaa, Pallika, Purga, Põlli, Päädeva, Päärdu, Pühatu, Rangu, Rassiotsa, Riidaku, Ringuta, Risu-Suurküla, Russalu, Rääski, Sipa, Sooniste, Soosalu, Sulu, Suurküla, Sõmeru, Sõtke, Sääla, Teenuse, Tiduvere, Tolli, Tõnumaa, Urevere, Vaguja, Vaimõisa, Valgu, Valgu-Vanamõisa, Vana-Nurtu, Vana-Vigala, Varbola, Velise, Velisemõisa, Velise-Nõlva, Veski, Vigala-Vanamõisa, Vilta, Võeva, Vängla, Ülejõe.
Správním centrem obce je městys Märjamaa.

## Partnerské obce
- Vihanti, Finsko